# وندر، شرانت-ماریتیم
وندر، شرانت-ماریتیم (به فرانسوی: Vandré, Charente-Maritime) یک کمون در فرانسه است که در Canton of Surgères واقع شده‌است.

## خصوصیات
وندر ۱۴٫۵۷ کیلومترمربع مساحت و ۷۶۰ نفر جمعیت دارد و ۱۵ متر بالاتر از سطح دریا واقع شده‌است.